# Apechoneura rufata
Apechoneura rufata là một loài tò vò trong họ Ichneumonidae.